# Œuvres de Bill Sienkiewicz
Cette page recense la bibliographie de Bill Sienkiewicz par ordre chronologique. Sont ici énumérées uniquement ses bandes dessinées et livres illustrés parus en français, qu'il soit dessinateur ou scénariste. Pour sa bibliographie en langue originale voir (en) Bill Sienkiewicz.

## 1980-1989
- 1 Moon Knight T1 : Moon Knight vengeur de l'ombre, Arédit, octobre 1983
Scénario : Doug Moench - Dessin : Bill Sienkiewicz
- 2 Moon Knight T2 : Le Comité des 5, Arédit, janvier 1984
Scénario : Doug Moench - Dessin : Bill Sienkiewicz
- 3 Moon Knight T3 : La Nuit des loups, Arédit, mai 1984
Scénario : Doug Moench - Dessin : Bill Sienkiewicz
- 4 Moon Knight T4 : L’Ennemi de l'ombre, Arédit, novembre 1984
Scénario : Doug Moench - Dessin : Bill Sienkiewicz
- Dune, Carrère-Michel Lafon, janvier 1985
Scénario : Ralph Macchio - Dessin : Bill Sienkiewicz - Couleurs : Christie Scheele - Adaptation du film de David Lynch.
- 5 Moon Knight T5 : Le Cauchemar de Morphéus, Arédit, février 1985
Scénario : Doug Moench - Dessin : Bill Sienkiewicz
- 6 Moon Knight T6 : Le Sanctuaire du souvenir, Arédit, mars 1985
Scénario : Doug Moench - Dessin : Bill Sienkiewicz
- 7 Moon Knight T7 : Enjeu : New York, Arédit, avril 1985
Scénario : Doug Moench - Dessin : Bill Sienkiewicz
- 1 Elektra : Assassin T1, Delcourt, mars 1989
Scénario : Frank Miller - Dessin et couleurs : Bill Sienkiewicz
- Daredevil : Guerre et amour, Comics USA, mai 1989
Scénario : Frank Miller - Dessin et couleurs : Bill Sienkiewicz - Réédité par Marvel France en 2002
- 2 Elektra : Assassin T2, Delcourt, juin 1989
Scénario : Frank Miller - Dessin et couleurs : Bill Sienkiewicz
- 3 Elektra : Assassin T3, Delcourt, septembre 1989
Scénario : Frank Miller - Dessin et couleurs : Bill Sienkiewicz
- 4 Elektra : Assassin T4, Delcourt, novembre 1989
Scénario : Frank Miller - Dessin et couleurs : Bill Sienkiewicz

## 1990-1999
- 1 Nouveaux Mutants T1 : Chasse à mort, Comics USA collection « Super-héros », novembre 1990
Scénario : Christopher Claremont - Dessin et couleurs : Bill Sienkiewicz
- 2 Nouveaux Mutants T2 : Face à face, Comics USA collection « Super-héros », janvier 1991
Scénario : Christopher Claremont - Dessin et couleurs : Bill Sienkiewicz
- 3 Nouveaux Mutants T3 : Angoisses, Comics USA collection « Super-héros », mars 1991
Scénario : Christopher Claremont - Dessin et couleurs : Bill Sienkiewicz
- Batman & Robin, Semic, juin 1997
Scénario : Dennis O'Neil - Dessin : Rodolfo Damaggio, Bill Sienkiewicz - Couleurs : Pat Garrahy - Adaptation du film dans Batman hors-série no 2.

## 2000-2009
- Jimi Hendrix : La Légende du Voodoo Child, Delcourt collection « Contrebande », janvier 2004
Scénario : Martin I. Green - Dessin et couleurs : Bill Sienkiewicz
- Superman : Jour de deuil, Semic collection « Semic Books », juillet 2004
Scénario : Dan Jurgens - Dessin : Bill Sienkiewicz - Couleurs : Hi-Fi Design
- Stray Toasters, Delcourt collection « Contrebande », novembre 2004
Scénario, dessin et couleurs : Bill Sienkiewicz
- 4 30 jours de nuit T4 : Au-delà de Barrow, Delcourt collection « Contrebande », juin 2009
Scénario : Steve Niles - Dessin et couleurs : Bill Sienkiewicz, Ben Templesmith